# 衡阳保卫战
衡陽保衛戰發生在1944年6月22日到1944年8月8日之間，是中國抗日戰爭後期最慘烈的一場城市争夺战。

## 背景

### 战时衡阳
衡阳是湖南中南部交通枢纽和物资集散地，是两广的门户。抗日战争期间，国民政府的政治、经济、军事、文化重心向西移，大批的工商业、金融机构、文化机关也纷纷迁移到衡阳境内，促进了衡阳经济的发展，战时的衡阳还有“小上海”之称，也是仅次于重庆、昆明的第三大工商业城市和金融中心。胡阙文的新民机器厂、周锦水的华城电器厂、谈家骏、吴士熏的立达铁工厂、叶佑阶的民生铁工厂、祝燮臣的机器厂、石庆福的固华电器修理厂、张曰琳的琳记机器厂、江仁归的永生化工厂等都在战时迁入衡阳，衡阳城郊的白沙洲、黄茶岭、合江套等地遍布着工厂。据文史资料记载，至1943年，衡阳稍具规模的工厂共有215家，手工业近千家，有职工约1万余人。衡阳市区人口有二十万多，由外地迁来人口占三分之二以上。
为了满足当时市场的需要，工商户甘冒空袭之险，仍将店堂修饰一新，商品品种繁多，花样新颖，上午车运郊外防空，下午返店开市，营业直至午夜，甚至通宵达旦，因此战时衡阳号称“不夜城”之称。葛先才师长回忆衡阳城“自蒸水口至黄茶岭以上约十余华里之湘江两岸工厂林立，盛况空前”、“湘江有轮渡两艘对开，可见江面之宽，商旅之繁”。第十军士兵蒋鸿熙回忆衡阳城“车水马龙，百货俱全”，非常繁荣。南岳衡山还一度成为国民政府军事委员会所在地，蒋介石在南岳衡山召开了四次南岳军事会议。

### 战争規劃
衡阳抗战史研究学者萧培于2007年8月在大连一家旧地图商店买回一张“湖南省衡阳市街图”，标有“昭和十三年制版”和“陆地测量部 参谋本部”字样，“昭和十三年”为日本纪年的1938年，这张地图有可能是一张日本军部于1938年秘密绘制的衡阳城地图。衡阳市民郭建中八九十年代在北京潘家园古玩市场买回两张日军军事地图，地图上写有‘中华民国二三年’字样，即1934年，分别绘制了衡南、常宁、衡东、南岳等地地形地貌和等高线等。

### 战前空袭
从1938年起，日机就分批多次突袭衡阳城，造成大量人员伤亡和财产损失。1938年260多架次，1939年116架次，1940年330多架次，1941年63架次，1942年至少1349架次，1943年348架次。1938年中秋节的日机突袭，使小西门外几乎被炸成焦土。辅仁大学校长罗光1939年正在罗马神学院留学，他收到的家信述说衡阳城的县政府、教育局、公安局都被日机炸毁。1943年衡阳大刚报社出版的《新衡阳指南》就有指导衡阳市民如何应对突袭的指导。

### 一号作战计划
1944年春，日军在太平洋战场的失利，导致日军的海上交通补给线接近瘫痪。因此，日军急于打通一条大陆交通线。日本军方制定《指导一号作战的基本方针》，内容可以概括为：歼灭中国的空军基地以阻止中国空军空袭日本本土；打通粤汉、湘桂以及京汉铁路南部，实现与南方地区的铁路联络；沉重打击国军主力，使国民政府无力继续作战。
日本将一号作战分为两个阶段，第一阶段为京汉作战，中方称为豫中会战，第二阶段为湘桂作战，中方称为长衡会战及桂柳会战。

## 編制

### 國軍
投入衡阳保卫战的国军約有一万五千余人。

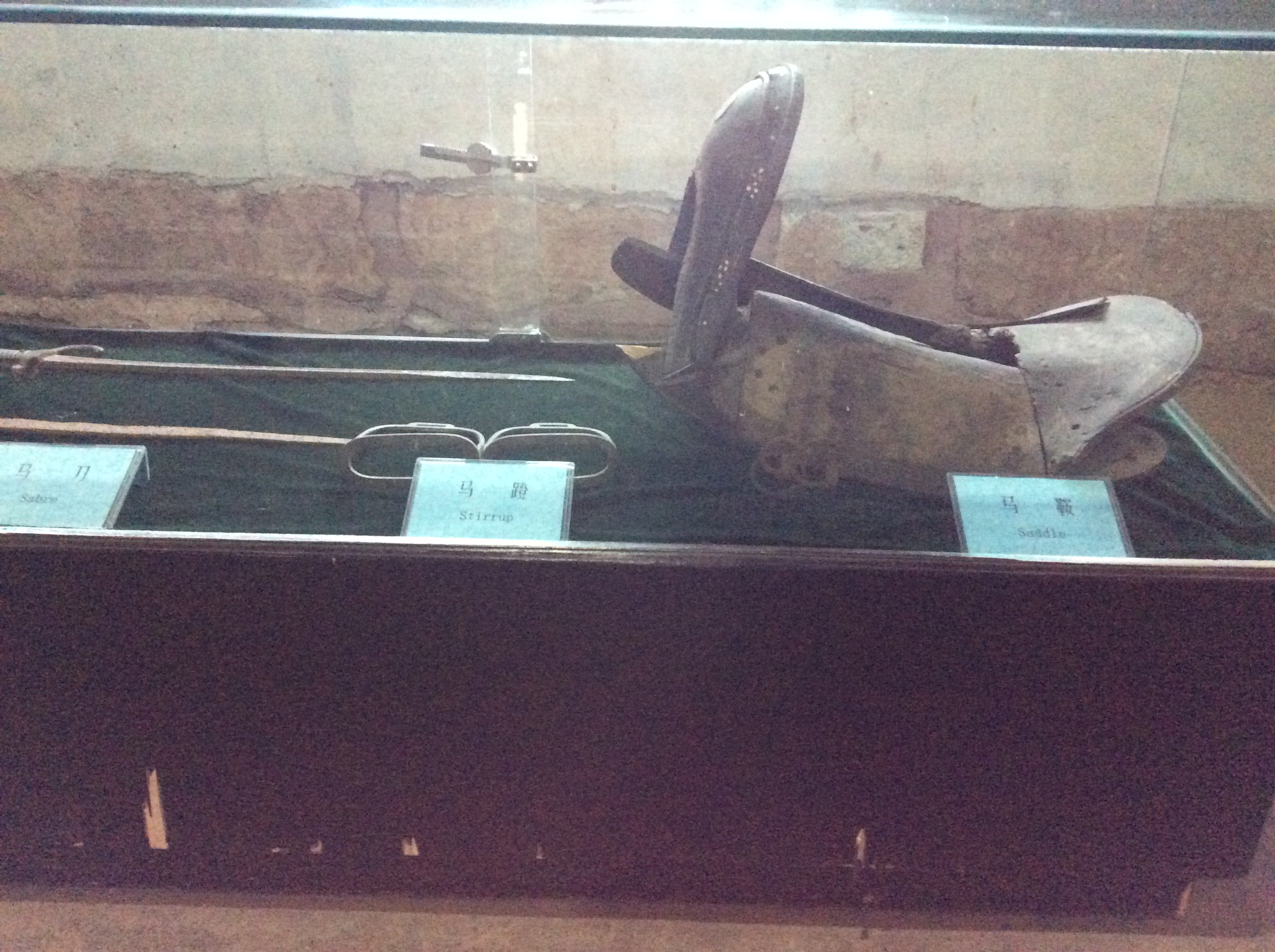
衡阳保卫战纪念馆展示的日军马蹬与马鞍

由方先覺指揮的國民革命軍第十軍旗下主要戰力為三個步兵师：第3师、预备第10师、190师。滿編步兵軍的戰力理論上應該超過2萬人，但因為第十軍在此之前投入常德會戰，軍主力部隊的第3師、預10師實際兵力只有編制的8成左右，而190師更只有1個團具有戰力，另外2個團都是新兵正在整訓。後續得到的增援兵力是駐守衡陽城的國民革命軍暫編第54師，但實際戰力僅有1個團。後來新編第19師也加入守城，但實際戰力僅有1個營。之後緊急招募所有衡陽城內現役警察和警務後勤人員加編衡陽警備保安志願隊，雖然該志願隊兵力只有一個連。除了一線單位，第十軍的支援單位包括工兵連、戰防砲連、炮兵營等。原本砲兵營改編的12門美製75山砲在運輸期間遭到國民革命軍炮兵第一旅給截扣，僅有6門運回衡陽城。在第九戰區砲兵指揮官蔡汝霖的要求下，軍委會從國民革命軍第四十六軍山砲營中撥出1連（4門）士乃德山炮、國民革命軍第七十四軍炮兵營撥編1連（4門）三八式野砲，使第十軍的炮兵營恢復戰力。
此外，空军第4大队也从21中队、22中队、23中队中抽调出25架P-40战斗机，支援衡阳战场。

### 日軍
| 中国军队作战序列 | 日本军队作战序列 |
| --- | --- |
| 國民革命軍第十軍，軍長方先覺中將 - 第3師，師長周慶祥 - 第7團，團長方人傑上校 - 第8團，團長張金祥上校 - 第9團，團長蕭圭田上校 - 預備第10師，師長葛先才少將 - 第28團，團長曾京上校 - 第29團，團長朱光基上校 - 第30團，團長陳德坒上校 - 190師(後調師)，師長容有略少將 - 第568團，團長俞延齡上校 - 第569團，團長梁子超上校 - 第570團，團長賀光耀上校 - 暫編第54師，師長饒少偉少將 - 新編第19师 - 衡陽警備保安志願隊 - 第10軍直屬工兵部隊 - 戰車防砲連 - 野砲兵連 - 山砲兵連 | 日本第十一軍，司令官橫山勇（陆士21期）中將 - 第68師團，師團長佐久間為人（陆士22期）中將（後為堤三樹男（陆士22期）中將） - 步兵第57旅團，旅團長志摩源吉（陆士23期）少將 - 步兵第58旅團，旅團長大田貞昌（陆士23期）少將 - 第116師團，師團長岩永汪（陆士24期）中將 - 步兵第109聯隊，聯隊長瀧寺保三郎大佐 - 步兵第120聯隊，聯隊長和爾基隆大佐 - 步兵第133聯隊，聯隊長黑瀨平一大佐 - 第13師團，師團長赤鹿理（陆士22期）中將 - 步兵第185聯隊，聯隊長伊籐義彰大佐 - 步兵第104聯隊，聯隊長海福三千雄大佐 - 步兵第116聯隊，聯隊長大坪進大佐 - 第40師團，師團長青木成一（陆士24期）中將（後為宮川有三（陆士25期）中將） - 步兵第234聯隊，聯隊長戶田義直（陆士27期）大佐 - 步兵第235聯隊，聯隊長堀內勝身大佐 - 步兵第236聯隊，聯隊長小柴俊男大佐 - 第58師團，師團長毛利末廣（陆士23期）中將 - 步兵第51旅團，旅團長野溝叁彦（陆士22期）少將 - 步兵第52旅團，旅團長古賀龙太郎（陆士22期）少將 - 獨立步兵第5旅團，旅團長野地嘉平（陆士23期）少將 |

### 前奏

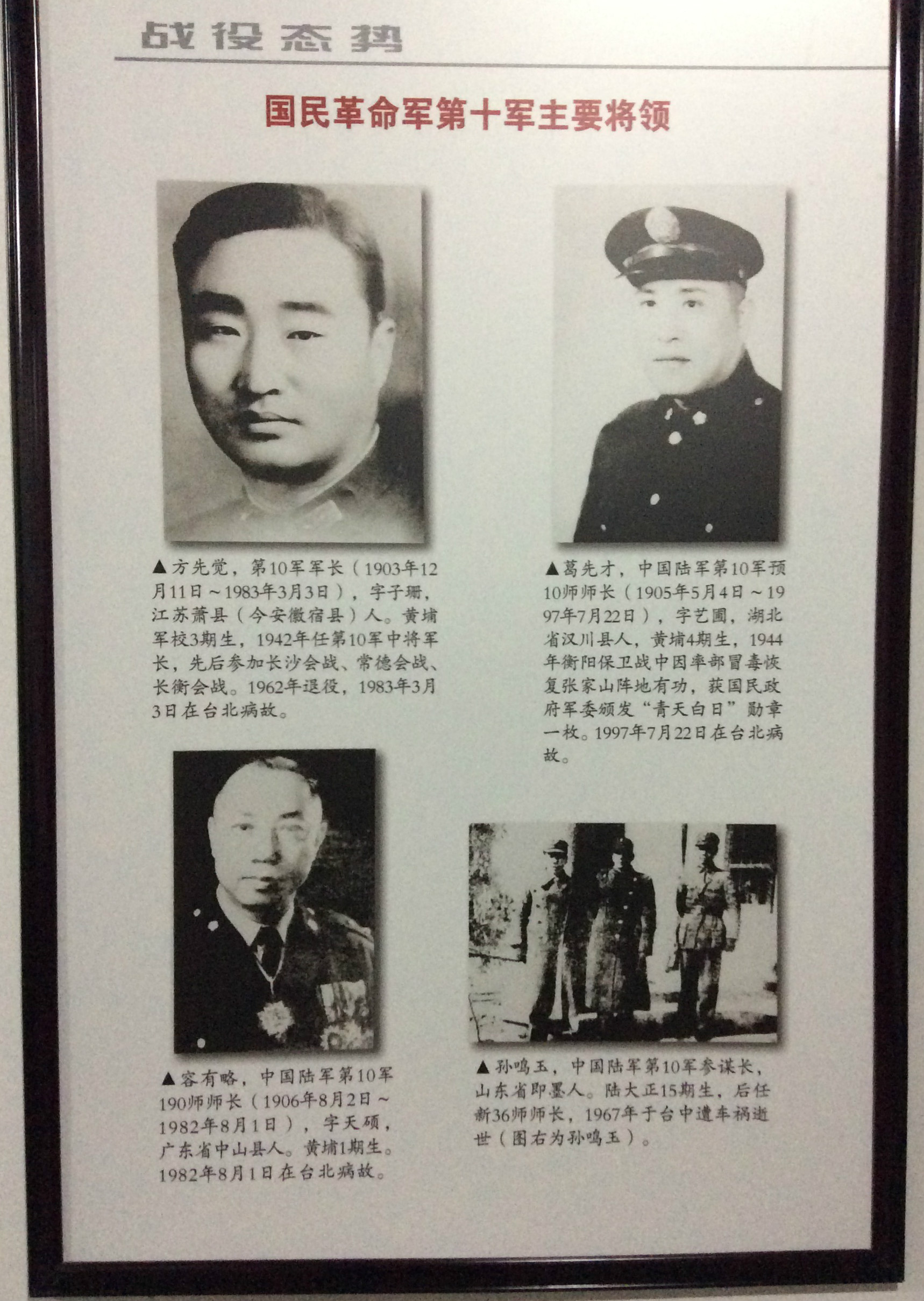
衡阳保卫战纪念馆里展示的衡阳保卫战将领照片

## 過程

### 进驻衡阳
6月2日，第10軍軍長方先覺率領部隊進駐衡陽，與原守城第54師饒少偉會合。5月29日，中華民國國民政府軍事委員會電令：「國軍以確保西南中美空軍基地基安全，遲滯日軍進攻，守衡陽之兩個星期，有效阻敵深入」，第54師饒少偉接獲電令。

### 战局部署
方先觉军长和各师长检查了衡阳外围的国防工事，发现阵地范围太大，现有军力不能周密防守。经过研究，衡阳守军决定放弃既有工事，把防御工地向内收缩，重新规划为：
1. 第3師，全部主力部隊防衛衡陽城內，並適時調兵協調其它守成區防線。
2. 第190师，主力占领五马归槽、橡皮塘、莲花之线，保持重点于右翼；一个营附师战防炮连在泉溪市耒河西岸新码头构成前进据点；一个部在酃湖南岸铁路堤经湖之西岸，湾塘至蜈蚣桥之线，占领警戒阵地[21]。
3. 预备第10师，以一部占领马王庙、托里坑、欧家町、黄茶岭之线警戒阵地；主力占领汽车西站、虎形巢、张家山、枫树山、五桂岭、江西会馆之线；并以一连占领停兵山、高岭两独立据点，确实固守[21]。
4. 暂编第54师（一個團的兵力），以一部在东家湾亘何家山之线，占领警戒阵地；主力占领冯家冲，沿耒河左岸，至耒河口之线，构成据点阵地，重点保持于左翼[21]。
5. 新编第19师（一個营的兵力），以占领来雁塔迄望城坳间据点阵地；以一部于高家塘、三里亭、胡坳、马王庙之线，占领警戒阵地；主力占领草桥、辖神渡、瓦子坪至汽车西站之线，重点保持于瓦子坪、汽车西站间地区，并于杜家港、易赖庙前街、青山街、杜仙庙、杨林庙之线，构筑预备阵地[21]。
6. 衡陽警備保安志願隊（一個連的兵力），全部主力占领石鼓嘴一地，防止敵人從汽车西站之线深入。
7. 炮兵部队（野山炮共147门）在雁峰寺、县政府、益阳路、万国商场附近，清泉路西侧地区，占领阵地[21]。
8. 军司令部位置于中央银行；前进指挥所位置于五桂领[21]。

### 物资准备
美军林赛准将在昆明为衡阳守军准备了一批装备：9门37战防炮、6门75山炮、26門臼炮、2支火箭筒。衡阳城内国军配备有1个山炮连、1个野炮营、1个战防炮营
第十军军属炮兵营在营长张作祥中校的带领下，去昆明领取这批武器，并接受训练。在返回衡阳过程中，却被广西桂林境内的炮兵第一旅扣留，欲吞并整炮兵营和所有武器，经上报蒋介石委员长，炮兵营才得以离开广西。途中炮兵营数度遭遇日军小部队，经艰难战斗终保全这批美式武器。
6月中旬，蒋介石特派后勤部长俞飛鵬来衡阳城处理第十军补给事宜，在围城之前，抢运入衡阳城的粮弹有530万发步枪枪弹、28000枚手榴弹、迫击炮弹3200发。

### 居民撤离
为了减少居民伤亡，方先觉军长劝导当时衡阳全市30万市民离开衡阳。经过商量，粤汉铁路局和湘桂铁路局同意调整火车于火车东西两站疏散衡阳市民。逃难的衡阳市民分两路，南行者乘粤汉路车，西行者乘湘桂路车，军部派参谋人员在车站协助疏散。葛先才师长回忆火车站的逃难场景，衡阳难民“扶老携幼”，“一片混乱凄惨景像”，“不但车厢内挤满了人，车顶上亦有人满之患”，“惨不忍睹” 。包括第十军的家眷也同时撤离，方先觉的家人乘火车去了桂林，寄住在桂系大将黄旭初的房子里。

### 周边失守
经过四次长沙会战，1944年6月18日，长沙最终沦陷。长沙沦陷前后，醴陵、湘潭、株洲等地也相继失守。衡阳处于日军包围之中。

### 江东岸及警戒阵地战斗

#### 首次接触
6月19日，日军先头部队于在下摄司、易俗河附近，与国军第3师接触。第3师侦知日军的大部队正由湘江东西两岸兼程南进，第3师以一部沿湘江东岸与日军实施迟滞作战，以阻扰日军的前进。

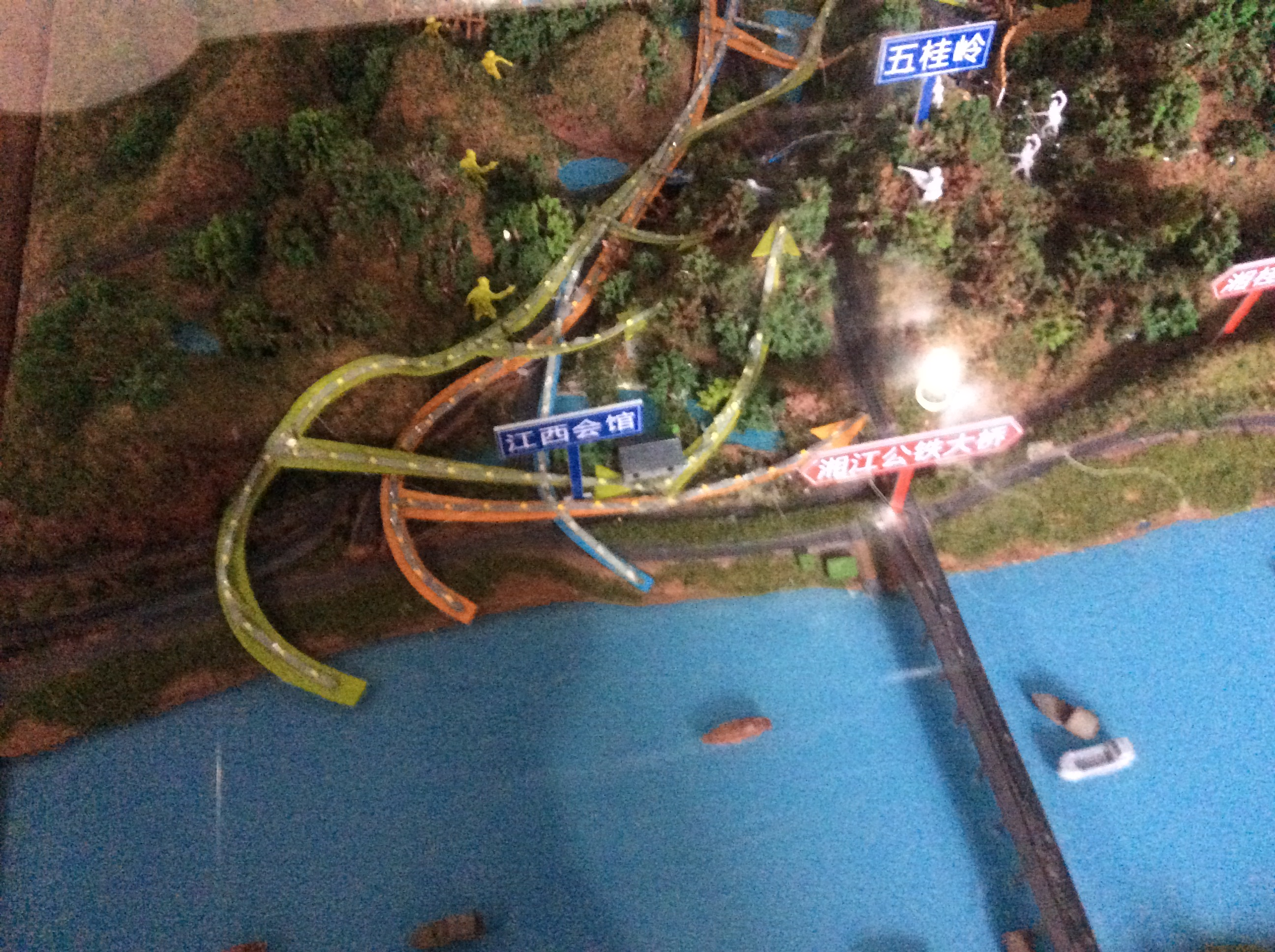
衡阳保卫战纪念馆展示的作战图（江西会馆方向）

#### 城区轰炸
6月22日，日军飞机首度轰炸衡阳城，湘江两岸市区均引起大火。自此以后每日，日军飞机都会飞临衡阳市区和衡阳飞机场轰炸、投放燃烧弹，衡阳城城区连接大火，预第10师第28团及军直属部队，四处奔走进行消防灭火工作。

#### 耒水之战
6月22日晚上8点，日军第68师团由株洲、渌口沿湘江东岸南下，抵达衡阳城东30里外的泉溪市，耒水西岸驻守着第十军的190师568团第1营的少数警戒部队，警戒部队当即与日军交火，将日军击退，与日军在耒水两岸对峙。
6月23日，拂晓，日军第68师团再次欲从泉溪市强渡耒水，向着国军据守的新码头發动攻击，国军190师568团第1营营长杨济和指挥士兵以战防炮和机枪打翻日军的木船和橡皮舟。 
午后，日军知道正面强渡耒水不易，就先以一部隔着耒水佯攻，主力部队潜入泉溪市南边，绕越渡过耒水。国军190师568团第1营西撤，进入衡阳东约12里的五马归槽据点。

### 日軍第一次總攻擊
- 6月27日，渡过湘江的日军猛攻，进抵欧家町、黄茶岭，向停兵山、高岭、江西会馆主阵地猛攻。
- 6月28日，日军力图合围衡阳，发起了第一次总攻击。城南作为正面战场，战斗最为猛烈，双方争夺张家山高地数日反复达20多次，阵地依然在国军控制中。停兵山、高岭据点守军全部牺牲，无一生还，日军被歼亦不下千人。在欧家町以北停兵山附近的第68师团第115大队前线观察指挥所被预备第十师第28团迫击炮连覆盖射击，正在此处的师团长佐久间为人中将炸成残废，师团参谋长原田贞三郎大佐重伤，参谋松浦觉上尉被一同炸伤，指挥一度混乱，不得不由116师团长统一指挥，第一次总攻打了三天就结束了。

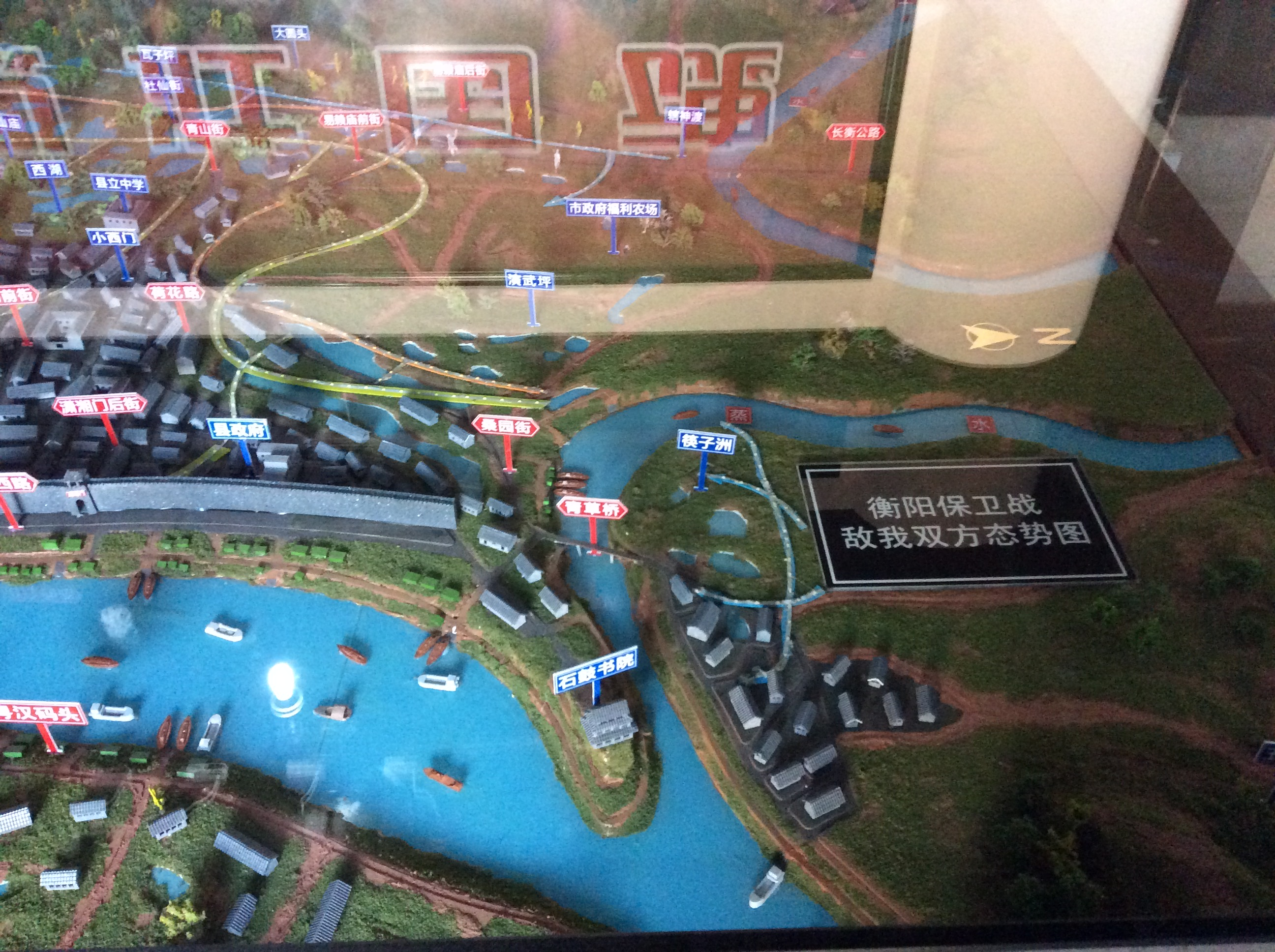
衡阳保卫战纪念馆展示的作战图（石鼓书院方向）

- 7月2日，日军暂停进攻。

### 日軍第二次總攻擊
- 7月11日，晨，日军发起第二次总攻击，向衡阳城垣倾泻大量炸弹、燃烧弹和毒气弹。日军付出极大的代价，也无法接近守军的核心阵地。
- 7月12日，日军攻占虎形巢。
- 7月15日，守军退西禅寺、张飞山，改守第二线。日军攻击重点从衡阳西南转向城之外廓。
- 7月16日，市民医院南端高地失陷。日军攻击转向西北郊。第二次總攻失敗，日軍戰史：「我軍再度發起總攻擊，與上次一樣，僅奪取極小部份陣地外無所進展，損失卻更慘重，大部份步兵連已由士官代理連長，戰況並不樂觀，於是攻擊再度停止。」
- 7月17日，日军对衡阳城猛烈轰炸，逐次夺取城郊据点，压缩包围圈。
- 7月19日，日军再次停止进攻。
- 7月21日，日军佯装退兵，引诱守军出击，又空投“归来证”，向第10军诱降。
- 7月27日、8月2日，中国空军两次向衡阳城内投下蒋介石的手令，要求方先觉军坚守衡阳城待援。7月27日，蔣中正令方先覺：「守城官兵艱苦與犧牲情形，余已深知，此時只有督率所部，決心死守，以待外援之接應。非萬不得已，不必發電詳報，以免被敵軍偷譯[30]。」8月2日，蔣中正令方先覺：「此次衡陽之得失，實為國家存亡所關，決非普通之成敗可比。……第二次各路增援部隊，今晨皆已如期到達……。」
- 8月3日，日军对衡阳大肆轰炸。

### 日軍第三次總攻擊
- 8月4日，日軍第11軍橫山司令官聚集第40、58、68、116師團及13師團一部，57旅團，11萬人，輕重砲100餘門，砲彈40,000發，對國軍陣地發動第三次總攻。以飛機大炮向核心陣地和市 區狂轟濫炸，4個半師團的日軍從南北西三面猛攻核心陣地。
- 8月7日，敵機和砲兵繼續進行轟炸，掃射和施放毒氣。在傷亡慘重以及彈盡援絕之下，軍長方先覺命參謀長孫鳴玉起草最後一電：「敵人今晨由北城突入之後，即在城內展開巷戰。我官兵傷亡殆盡，刻再已無兵可資堵擊，職等誓以一死報國，免盡軍人天職，決不負鈞座平生作育之至意。此電恐系最後一電，來生再見！職方先覺率參謀長孫鳴玉、師長周慶祥、葛先才、容有略、饒少偉同叩。」
- 8月8日，凌晨四時，日軍逼近第10軍指揮部所在地中央銀行，方先覺軍長與其他師長被俘，衡陽淪陷。日軍第11軍以竹內參謀為代表入城談判，雙方同意停戰，日方並承諾保全守軍官兵安全。据方先觉长子方略回忆，方先觉不愿突围出城的原因之一是考虑到之前常德会战余程万突围出城差点遭蒋介石枪毙[26]。

## 伤亡

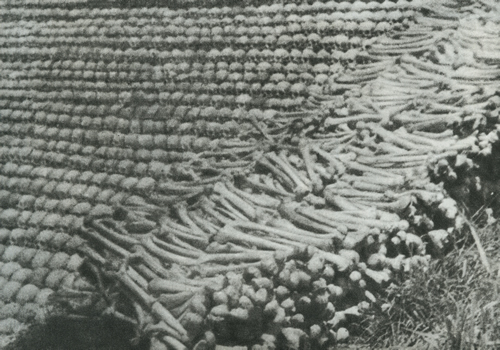
为保卫衡阳，惨遭日军杀害的中国军民遗骸

日軍在衡阳之战中使用了毒氣。据美軍十四航空隊化學戰情報官湯姆生上尉（Ralph Thompson）的研判，日軍所使用的是芥子氣與路易氏劑混合物。
- 國軍：第十軍方先覺總數約-九個團-17,600餘人，傷亡15,000餘人，其中死亡約7,600人。
- 日軍：第11軍橫山勇總數約-五個師團-近14萬餘人，傷亡約70,000餘人,其中陣亡約48,000餘人。[32]根據日方公開的資料包括志摩源吉少将在内，士官以上戰死390名，負傷520人。總死傷19,380人。[33]
- 中国平民：3,174人[2]

根據日本戰後所編撰的資料，僅第68師團在黃茶嶺所開設的一所野戰醫院就收容傷病患4,000多人，結果有多達90%以上的傷病患死亡，僅在8月5日晚上至8月7日早晨該野戰醫院就有400多人傷重不治，且該野戰醫院衡陽保衛戰期間曾一次收容1,000多名戰傷患者，且因為狀況混亂，導致大量死亡日軍傷病患並未留下姓名資料。而第116師團也開設多處臨時野戰醫院，均出現大量傷病患死亡，其中僅月塘野戰病院在6月下旬到9月25日就收容3,000多名來自步兵第133聯隊的傷病患，其中1,000多名死亡。
关于志摩源吉被击毙的记载有二种：
中方记载：8 月 6 日中午，志摩源吉出现在衡阳市民医院附近，被第八团迫击炮连连长刘和生发现，刘和生用 8 发炮弹轰击，炸死志摩源吉。日方记载：志摩源吉到衡阳市民医院西南角的第六十一大队阵地视察，被一名国军狙击手以两发子弹爆头。
据第40军老兵常紫光回忆，在真武庙附近的战斗中，很多战士将手榴弹绑在身上扑向日军与其同归于尽，空气中弥漫着人肉被炙烤的焦糊味。据第十军预10师老兵彭忠荣回忆，他的两个排长都牺牲了，他的连原有118人，保卫战后只剩13个。据74军炮兵团野营士兵冯宗恺回忆，他所在的营五、六两连官兵200多人参战，只有不足50人幸存。据88师264团军医张德夫回忆，战斗最激烈的时候，他一天要做七八十个手术，很多战士的手脚被炸断，腹部被炸开。

## 後續

### 将领
衡阳沦陷后，方先觉和众师长被囚禁于衡阳城外的天主堂。7月左右，第3师师长周庆祥少将、第十军参谋长孙鸣玉少将二人在天主堂翻墙逃走。10月间，方先觉在軍統局特工的帮助下逃离衡阳城。离衡前一晚，方先觉在衡阳县井头镇大云村中正堂与衡阳县县长王伟能等人共宴告别，宴间衡阳联中音乐教师万权接受王伟能委托，为方先觉写的诗词《中湘颂》谱曲。
经过两次越狱，日军将剩下的国军将领转而囚禁于莲湖书院。约45年2月，葛先才师长与军部军械科长罗生靖中校等人，在衡阳县政府保安大队和中央特工人员的掩护下，通过草桥逃离，在湘西芷江飞机场乘美国运输机飞往重庆。

### 士兵
衡阳沦陷时，部分守军逃往城外，如第74军炮兵团野营的冯宗恺、彭锦元和两名受伤士兵逃到原驻衡南白露坳、衡山九渡铺以西山地。战防炮营第一连连长朱懋禄与部下用两根木头顺湘江漂流而下，半个多月后到达桂林。一九〇师五六八团一营三连连长陈鹤九带着43名同伴偷渡湘江，留下地址后分别逃亡。第十军三师参谋处的陈瑞璋和王鉴开，攥着手榴弹，小心躲开日军，朝西南跑向六十二军防区。
日军将衡阳东洲岛上的船山书院用于囚禁中国士兵战俘。其中有中国士兵找机会逃离：74军51师士兵曾琪与几名战士趁着日军防备松懈，逃到衡阳城外。第十军预10师彭中荣彭中志兄弟趁看守日军睡着，假扮买菜日军逃离衡阳城。第十军预十师28团3营李若栋营长从铁炉门码头抱木漂江而下，逃离衡阳城，并在衡山组织游击队，并在花桥设立“衡东收容所”，收容逃离衡阳城的第十军战士。
日军将中国战俘强迫做苦力，部分中国士兵在外出时寻找机会逃离。如第十军军部通讯营的卢庆贻在被日军押着朝零陵方向行进时，联合10多名被俘人员杀掉看押他们的日本兵，逃往山中，后在武冈县城被国军第七十四军收留。如第十军三师通信连无线电排少尉报务员张恩泽被日军押去修机场，十个月后趁给日本兵买烟的机会逃走，辗转到达西安第十军官兵收容所，去了广西柳州。如炮兵观察哨的彭礼光被日军驱赶到城南收集尸体，趁着天黑跳进西禅寺附近的莲塘，借机逃生。

### 日军暴行

#### 屠殺
6月，日军侵入南岳。据佛教刊物《海潮音》记载，南岳和衡阳城区被残杀的僧尼达200人，以南岳居多。7月2日，日军志摩支队攻陷衡阳城郊古渡口辖神渡。时年16岁的杨善瑔见证，日军对着村民机枪扫射，村里很多家庭全家被杀害，还有人因喝了日军投放细菌的水病死。时年8岁的谢笃元见证，街上到处都是尸体，亲父被日军捉去做伙夫的次日就被打死。7月21日，驻扎在霞流火车站的一小队日军外出掳抢，其中两个日本兵在东塘欲强奸一洪姓少女，少女的父亲及叔叔用耙头打死日军一人，但一人脱逃回队报信。第二天，日军小队全体出动，报复性地屠杀当地居民18人，烧毁房屋235间，使10个村庄200多人无家可归。11月23日，日军在东街外珍珠山罗家坳无故枪杀五名群众，并刀割肉喂狼狗。
第582团炮兵排长汤毓云7月11日目睹，衡阳南郊一座荒废的寺庙全是当地村民尸体，池塘内都漂满了尸体。
诗人洛夫的家人由市区逃去衡南县相市乡避难，洛夫大哥莫祥林和堂叔莫景松被日军抓去干苦力，莫景松被日军刺刀杀死。莫祥林也听说自己在成章中学的英语老师段辉在衡南县茶市遭日军枪杀，师母被强奸后自杀的事。辅仁大学校长罗光的父亲罗英仲被日军掳走，从此失踪。

#### 強姦
6月下旬，日军进入衡山县潭泊街，拦截逃难妇女数十名，关入潭泊港内大禾场一民房，集体奸淫。多名妇女被奸杀。8月某日傍晚，一队日本兵强奸旧衡阳县小司堰刘家全家妇女。衡阳市民刘隆祥回忆，他避难的广塘村6月30日被日军侵入后，当天就有12名妇女被强奸。广塘村及附近村子多名妇女被奸污后或跳河自尽或精神失常走失，附近池塘水坝经常出现溺水女尸。衡阳籍女作家琼瑶回忆，陈氏全家在衡阳乡间山里逃难时，母亲险被一日本军官强暴，经琼瑶幼弟哭泣才使日军放弃邪念。7月的一天，诗人洛夫的大哥莫祥林目睹8个日军在耒水上抢劫渡船，轮奸了4个逃避不及的农村姑娘。据战后调查，仅在旧衡阳县鸡笼街一地，日本兵就强奸了500多名妇女。常宁县内，妇女被强奸50,567人次。祁阳县（今祁东县）共有3,873名妇女被强奸。
衡阳民众因阻止强奸行为，而遭到杀害的案例也有很多。时年9岁的衡东县居民袁立业见证，药铺塘西岸 60 岁的「财大娘」因阻止日军强奸其14岁侄女，被刺17刀身亡。7月5日，南岳广济庵清传和尚因援救被强奸妇女被日军刺杀。7月20日，一个日军在衡山东塘村强奸17岁少女，被少女的父亲和叔父打死，日军随后报复屠杀24名东塘村村民。12月，一日军在南岳枫木桥强奸女被村民处死，村民又被日军枪杀13人。

#### 建筑破坏
琼瑶回忆道，正在衡阳县渣江镇农村的她都能看到衡阳城的大火，火光将黑夜都映成红色。石鼓书院先因1939年的日军突袭而被炸成废墟，在衡阳保卫战期间进一步被毁，石鼓山变成光山秃岭。省立衡阳图书馆（今衡阳市图书馆）馆舍被炸，藏书仅存2,000余册。编剧刘和平的祖母在衡阳城内经营的旅馆被炸成废墟。6月23日，日军先头部队在入侵衡南泉溪、茶园（土皂）时放火烧毁店铺500多家。

#### 文物破坏
书画名家曾熙的书画作品多由家人带回石市乡老家，在日军入侵后遭到破坏，画作被日军拿来垫马圈。

## 影响
衡陽會戰對日軍而言，可說是在中國戰場上，最慘烈的一戰，後來依據日軍曾參戰的官兵描述衡陽之戰，中國軍隊根本是拿手榴彈當刺刀在使用，國軍將三顆手榴彈串成一串，看到人影就丟，日本第11军伤亡惨重。日军發動一号作战攻势異常凌厉，蒋介石指挥的东线战场接连失败。以此史迪威大肆指责蒋介石无能，7月7日罗斯福提出将中国军队交史迪威指挥，而衡阳保卫战的坚守不败，成了蒋介石唯一的希望，他在日记中说：“衡阳保卫已一月有余，此次衡阳之得失，其有关国家之存亡，民族之荣辱至大。”。但衡阳仍于8月8日陷落。方先觉归来之际，蒋堅決不承认方先觉投敌，对其歸來大肆欢迎并再任三十九集团军副总司令兼第十军军长。
血戰間日軍的兵力前後補充了三次。在城郊的陣地爭奪戰中，日軍付出了損失兩萬多人的代價，而中国守军至最终只损失了不到一万人，这种战损比在当时日军中是不可接受的。包括了日軍第68師團長佐久間為人中將、參謀長原田貞三郎大佐殘廢，和第57旅團長志摩源吉少將陣亡才得以近逼市區。血戰期間在日本國內更因各地的戰況不利，導致東條英機的軍人政府因而倒台。
衡阳战役的历史意义在于延缓了日军“打通大陆交通线”战役的步伐进程，加剧了日本内阁的危机，并最终导致了东条内阁的垮台。
當時時文表示“衡阳驻军及人民，乃以英勇姿态，展开抗战史中最光荣之一页，相持48日（按实际47日）不徒予后方以从容布置之时间，且使太平洋美国毫不顾虑而取塞班岛。东条内阁穷于应付而急遽崩溃。”

## 评价
- 1944年，蔣中正電令全國部隊於8月20日，在各防區內向衡陽陣亡守軍致敬。由于衡阳保卫战的战绩，方先觉所率第十军各师师长均获颁青天白日勋章，使得第十军成为中華民國建军史上至今唯一一个师长以上将官共获得青天白日勋章达到四座的军级部队[68]。
- 《大公报》社论：“拿衡阳做榜样，每一个大城市都打四十七天，一个个地硬打，一处处地死拼，请问：日寇的命运还有几个四十七天？[69]”
- 《救国日报》社论：“抗战八年，战死疆场之英雄烈士，至少数十万人；而保卫国土，致死不屈者，亦不在少数；但其对国家贡献之大，于全局胜败有决定作用者，当为衡阳守军。[69]”
- 毛泽东在1944年8月12日的《解放日报》发表社论：“坚守衡阳的守军是英勇的，衡阳人民付出了重大牺牲。[70]”

中國大陸的史料則認為，國民政府「消極抗戰」、「軍隊腐敗」、「軍紀無存」是戰敗的主因。
- 12月25日，延安《解放日報》發表關於方先覺投敵問題指出：「此等叛國逆賊，居然在重慶大受歡迎，被譽為『中國軍人之模範』，蔣介石對他們則『慰勉有嘉』」。
- 1945年5月，中國國民黨第六次全國代表大會召開。蔣介石以在全中國實行憲政為名，要求各省市黨、團、參議會一律移歸國民政府。在審議軍事報告時，王昆侖連提三條質詢意見：

抗戰已經八年，前線軍民流血犧牲，西北大後方卻屯兵數十萬，為什麼不開出去打日本？
中國是盟國之一，現在盟軍正在大舉反攻，我們卻連遭敗績，政府對協同盟國作戰，有無周密計劃？
第十軍方某，在衡陽兵敗被俘，隻身回渝，招搖過市，據說是負有特殊使命，被敵方有意放回來的，現在道路傳言，報章爭載，也希望軍事當局有個明白回答，以釋群疑。

王昆侖的質詢激起會場一片喧譁，蔣介石走到大會主席台指責王昆侖：
「你王昆侖是不明真相，還是蓄意攻擊？你污衊我方軍長，就是污衊我們全體抗日將士……你現在是國民黨的中央委員，你公然在國民黨的大會上，替共產黨說話，你像國民黨的代表嗎？……簡直是共產黨的代表！……你王昆侖吃國民黨的飯，在家裡暗通共產黨，你以為我們一點都不知道嗎？」
蔣介石連罵一個多小時。台下應聲圍攻王昆侖，高喊：「拉出去槍斃！」王昆侖昂首步出會場。此事轟動全社會，于右任曾作詩云：「十年中委無人知，一罵成名天下聞。」
- 1947年8月10日，衡陽抗戰紀念城在岳屏山頂舉行了命名奠基典禮時，蔣介石總統頒訓詞：「我第十軍殘餘部隊，喋血苦守此兀然孤城者，歷時48日之久，此為全世界稀有之奇績，而我中華固有道德之表現與發揚，亦以此為最顯著。」

## 現況

### 國軍老兵
| 姓名   | 出生年月     | 贯籍     | 抗战期间情况                                                                           | 现状                                                                   |
| ------ | ------------ | -------- | -------------------------------------------------------------------------------------- | ---------------------------------------------------------------------- |
| 卢庆贻 | 约1928年     | 湖南长沙 | 1945年8月6日傍晚，值班的卢庆贻替军长方先觉发出给蒋介石的最后一封加密电报               | 居于湘潭市雨湖区姜畲镇，2023年去世。                                   |
| 石永固 | 约1920年     | 河南永城 | 参与了长衡会战（第四次长沙会战和衡阳保卫战），并在衡阳保卫战期间负伤                   | 居住于南京向阳养老院                                                   |
| 常紫光 | 约1920年     | 四川成都 | 母亲与妹妹在日军突袭中炸死，决定投笔从戎，隶属于国军第40军，保卫战期间奉命保卫衡阳机场 | 居于成都市铜丝街                                                       |
| 冯宗恺 | 1920年3月    | 广西博白 | 衡阳保卫战期间任74军炮兵团野营第六连上尉连长，驻守在回雁峰                             |                                                                        |
| 周慎   | 约1915年     |          |                                                                                        | 居于衡阳县集兵滩                                                       |
| 王水根 | 1921年       | 浙江萧山 | 加入第10军预10师28团2营5连，衡阳保卫战期间镇守衡阳南门                                 |                                                                        |
| 彭中荣 | 1919年       | 湖南长沙 | 衡阳保卫战时任第十军预10师第29团迫击炮连连长。                                         |                                                                        |
| 彭中志 |              | 湖南长沙 | 彭中荣之弟，与兄同隶属第十军预10师第29团                                               |                                                                        |
| 杨光荣 | 约1919年     |          | 衡阳保卫战时任第五军48师战车防卫炮炮兵连第四连连长                                     |                                                                        |
| 彭火昌 | 1910年10月   | 广东兴宁 | 第十军第190师第568团1营士兵，在衡阳保卫战序幕时据守耒水西岸                            |                                                                        |
| 蒋鸿熙 |              |          |                                                                                        | 內戰結束后回到苏北农村教书，1989年去世，家人在2005年将他的回忆手稿出版 |
| 曾琪   | 1924年       | 湖南衡阳 | 加入国军74军51师，衡阳保卫战时在天马山和黄茶岭一带作战。                               | 2013年10月19日去世                                                     |
| 张恩泽 | 约1926年出生 | 湖南长沙 | 第十军三师通信连无线电排少尉报务员                                                     | 1949年后在重庆一罐头厂工作至退休，2013年病故。                         |
| 聂鼎权 | 1914年5月    | 四川仪陇 | 工兵学校毕业后分到第10军第3师,任少尉排长                                               | 抗战后在湖南开电车，后定居郴州市安仁县，2014年病故。                   |

### 地点的改变
主条目：西禅寺、花藥寺

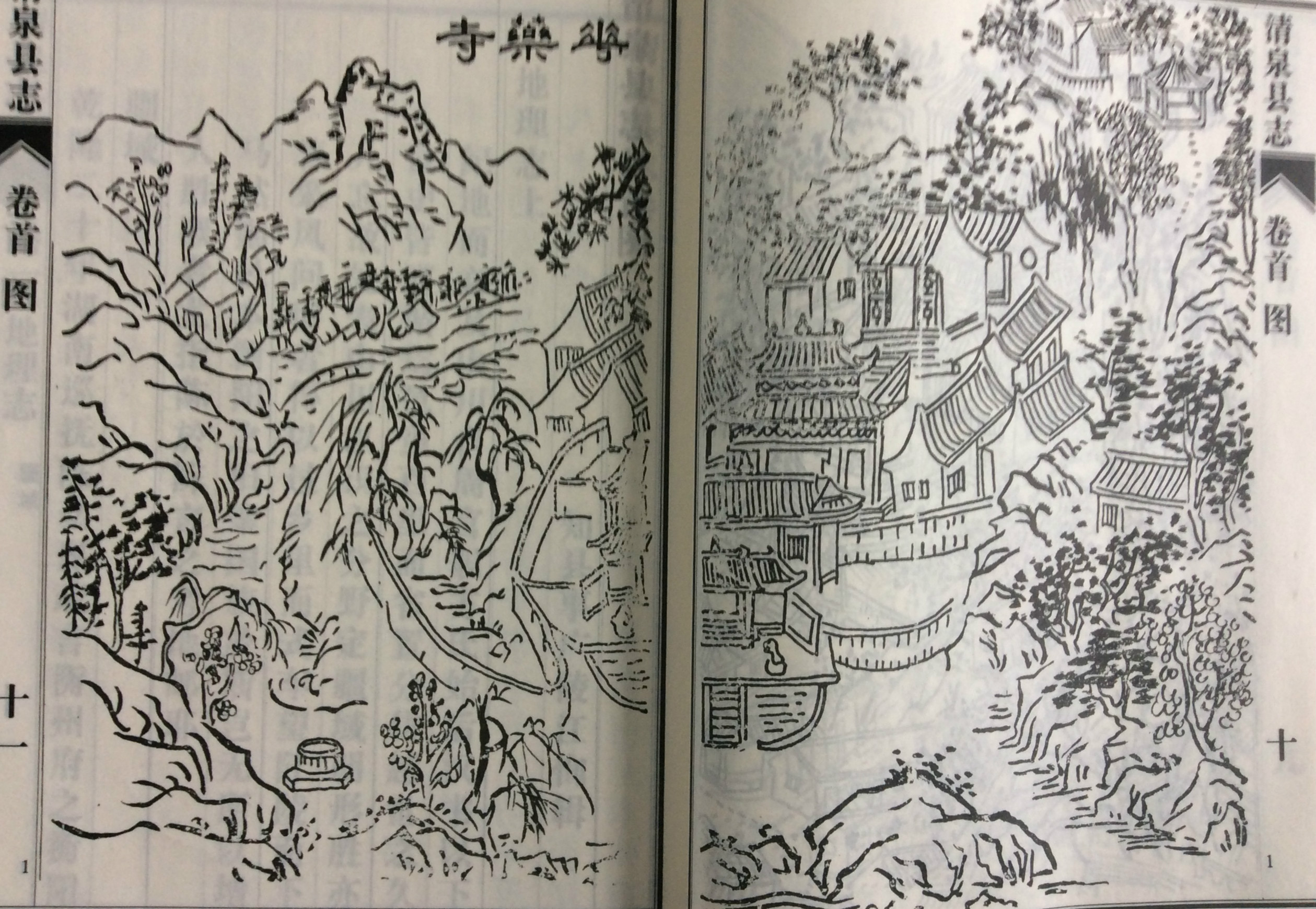
乾隆癸未年《清泉县志》上绘制的花药寺

西禅寺：西禅寺如今已不存在，只留下一棵百年古樟。
张家山：当地战后修建有陆军第10军衡阳保护战阵亡将士之墓，1950年代墓葬被毁，后改名胜利山，现为衡阳市气象局所在地，衡阳市计划修建张家山抗战遗址园。
花药寺：已被炸毁，原址位于衡阳市动物园。衡阳市民族宗教界人士座谈会讨论过重建花药寺的事宜，但至今未果。

### 史料文物收藏
衡阳市档案局和衡阳市档案馆收藏有一批市民捐赠的文物史料，包括160张日本人所摄照片和军事邮便，5件抗战时期的望远镜等实物，《衡阳忠义录》审编稿(1-3卷合订本)等。衡阳地方志专家萧培多年收集衡阳保卫战相关史料，被称为衡阳研究衡阳保卫战第一人。方先觉长子方略于2011年春在衡阳定居，从此在百度、网易、红网等网站开设“衡阳保卫战论坛”，广泛结交衡阳保卫战研究者。2017年8月，在东洲岛进行的考古调勘中，发现了几十颗锈蚀的子弹，应为日军遗留。

### 战争遗留问题
衡阳保卫战在衡阳部分地区留下了废旧子弹枪炮。2006年2月，衡阳县樟树乡村民莫运七锄田时锄中一颗战争遗留子弹，子弹射进莫运七左眼，致使左眼被摘除。衡阳市动物园原为战场之一—花药寺的后殿。2006年，动物园工作人员在水塘里挖出了近500颗子弹。2016年，动物园工作人员在园内一小山坡上挖到了一枚长约20厘米，宽约8厘米的小钢炮。2014年12月9日，衡阳市公安局将近年来在衡阳市建筑工地和河道中发现的一批战时废旧炮弹，运至衡东县某空军靶场集中销毁。

## 纪念

### 设施

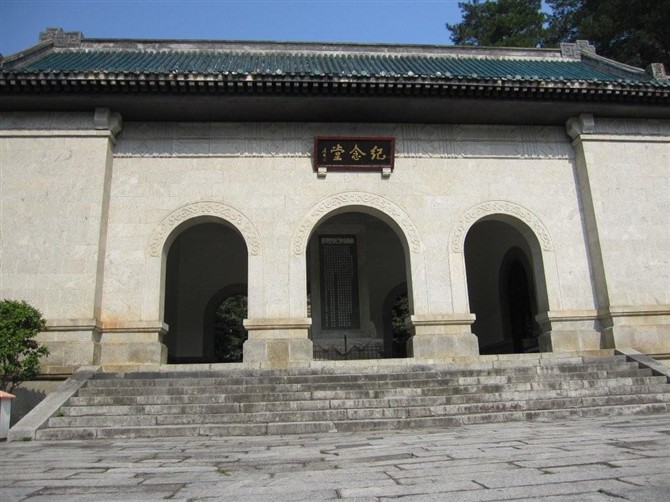
南岳忠烈祠纪念堂

参见：衡阳抗战纪念城、衡阳保卫战纪念馆、衡阳抗日英雄纪念碑
- 衡阳抗日英雄纪念城：1947年8月10日，国民政府为纪念衡阳保卫战中牺牲将士，在衡阳市岳屏山上建立了衡阳抗战纪念城，由蒋介石亲笔题字衡阳抗日英雄纪念碑。中共建政後，纪念碑上的蒋介石题字被下令剔除。現存文字為1984年重刻[92]。
- 衡阳保卫战指挥部旧址：衡阳市政府于中山南路三星大厦附近的地下室复建了当年保卫战指挥部所在的中央银行地下室，于2024年9月开放[93]。
- 衡阳1944历史文化记忆街区：位于南岳祝融小镇，以电影《援军明日到达》为IP，复原1944年的衡阳古城，目前正在建造中[94]。

- 衡阳保卫战陈列馆：又称衡阳抗战纪念城陈列室，位于岳屏山西南山麓，由民革衡阳市委发起，2016年开始动工[95]。陈列馆共有室内陈列布展面积共2063平方米，共分二层，已于2021年4月16日试行开放[96]。

- 南岳忠烈祠：2014年9月1日，国务院发布《国务院关于公布第一批国家级抗战纪念设施、遗址名录的通知》，衡阳抗战纪念城和南岳忠烈祠列入名录[97]。

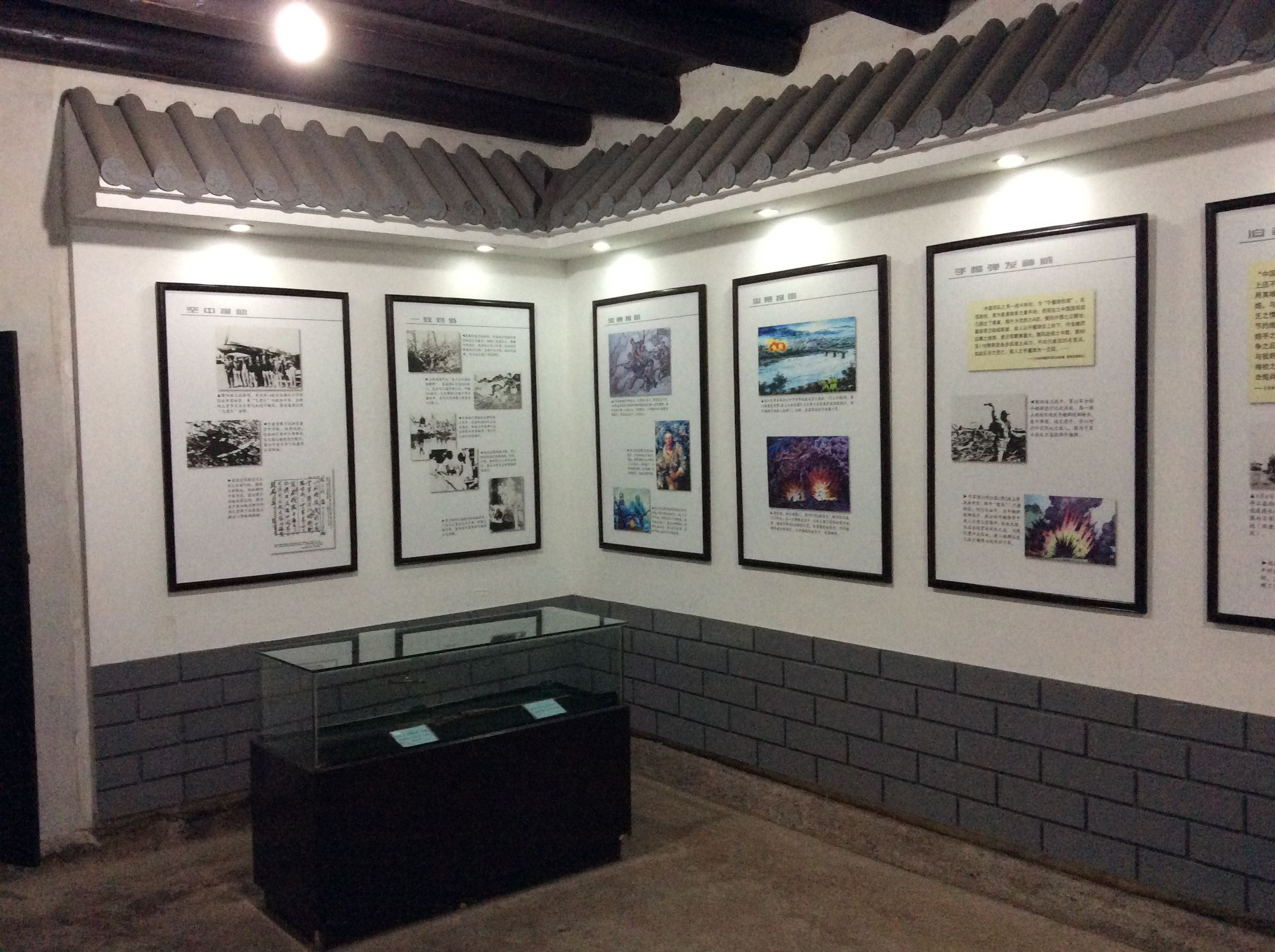
华新开发区陆家新屋里的衡阳保卫战纪念馆

- 张家山烈士墓：2014年9月，衡阳市委和衡阳市政府拟在张家山（今改名胜利山）规划建设衡阳保卫战纪念园[98]。2015年12月，衡阳市人民政府将张家山烈士墓（全名“陆军第10军衡阳保护战阵亡将士之墓”）列为衡阳市文物保护单位。[99]

- 衡阳保卫战纪念馆：2005年，衡阳市华新开发区在开发的过程将已废弃的陆家新屋组织修复，并在左厢房建立了衡阳保卫战纪念馆[100]。

- 洪市镇牧云峰烈士墓：1944年7月，中国伞兵特种部队在衡阳洪罗庙（今洪市镇）实施空降作战，共有四名中国伞兵和两名美军顾问牺牲于这次战斗中，六人的遗体被战友安葬于牧云峰下。2015年1月，衡阳地方史专家萧培和当地农场主王延辉自费为烈士建立墓碑[101]。經中華民國傘兵退役軍官羅吉倫(專欄作家)，與許劍虹(抗戰史研究者)考證，是役只有四位中華民國突擊總隊第二隊官兵陣亡犧牲，分隊長周劍敵、下士孫根長、下士章峰、一位佚名，沒有美國人陣亡[102][103]。

- 泰山军十三烈士墓：衡阳保卫战后，第十军预十师28团3营李若栋营长率残兵撤退至如今衡南县花桥镇地带，组织“泰山军游击队”开展游击战[47]。后游击队与衡阳地方行署长官罗国璋由于给养问题发生争执，遭罗国璋率兵围剿，李若栋手下先后有十三名战士牺牲。李若栋营长十三位烈士安葬于花桥镇竹镇村易家湾，安排三营战士梁守好守墓。梁守好后改名谢治义，在当地结婚生子，守墓至今[48]。
- 东塘惨案遇难同胞纪念碑：2015年建于霞流镇东塘，为纪念1944年7月22日遭日军报复杀害的当地居民18人[54]。

### 活动

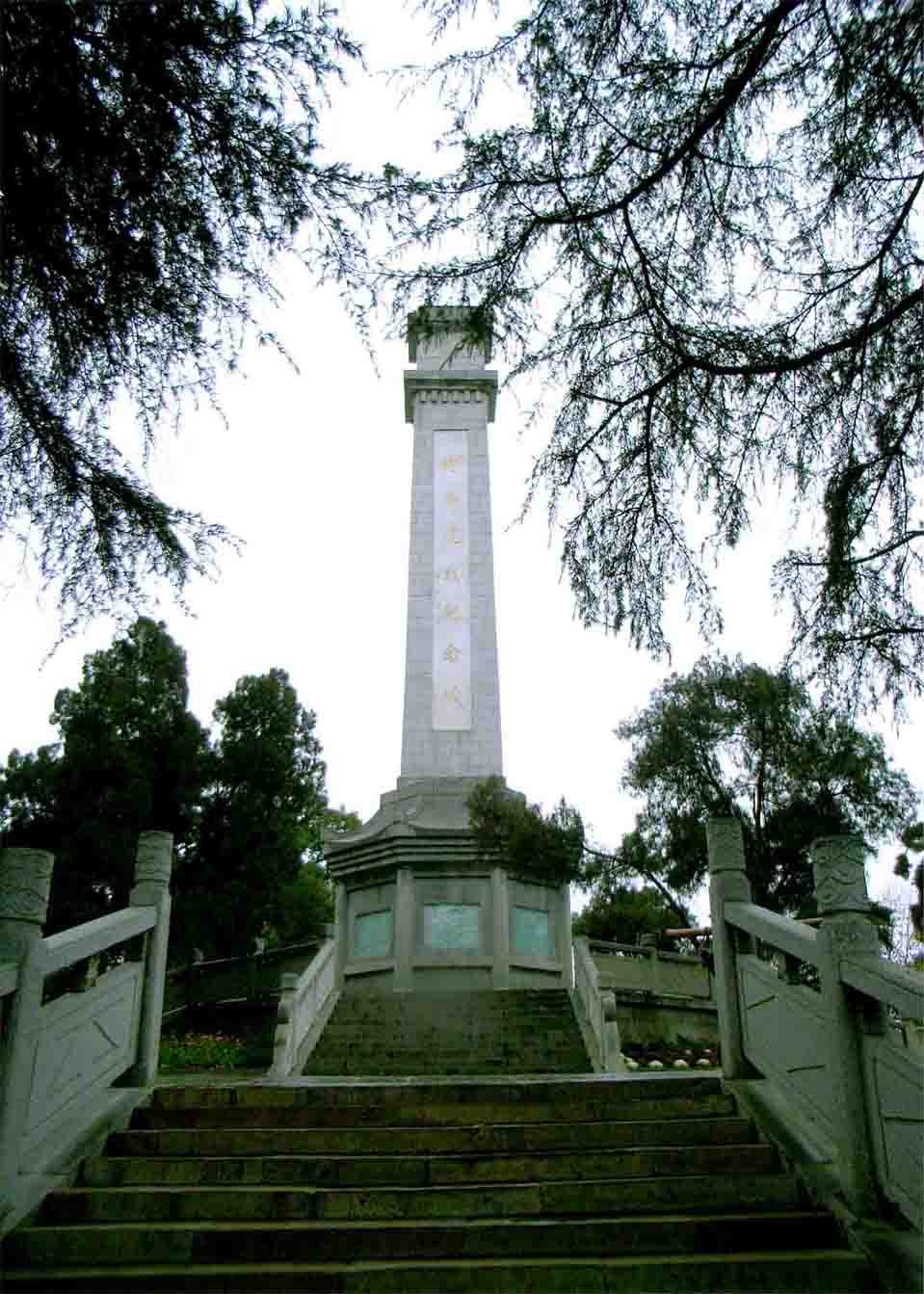
位于衡阳岳屏公园内的衡阳抗战纪念城

衡阳市各文化场馆会不定时举行演讲、展览等各类宣传活动，衡阳市民也会自发或在组织下到衡阳抗战纪念城或南岳忠烈祠悼念牺牲将士。
衡阳的民间志愿者也会帮助牺牲将士寻找家属，历年来已经有徐声先、蓝宝田、林志文、王金鼎、许健、李华甫、蔡燊等将士的后人来到衡阳祭拜先人。
2015年为抗战70周年，社会各界举行了各类纪念活动：7月，郝柏村来到衡阳市张家山祭拜抗日烈士，呼吁为张家山抗战烈士立碑。8月，民盟衡阳市委和衡阳古玩城共同举办纪念衡阳保卫战文艺演出和集邮展。9月2日，衡阳钢雕艺术大师杨君林创作的《铁血屏障》钢雕在晶珠广场展出，钢雕高4.7米，重1.7吨，分别象征保卫战的天数和将士数。9月6日，“孤城涅槃——纪念抗日战争胜利70周年摄影图片展”在衡阳市博物馆，仪式上博物馆接受了多位收藏家捐赠的衡阳保卫战文物。2019年3月，来参加首届衡阳国际马拉松赛的一支退伍老兵队伍来到衡阳抗战纪念城祭扫。

## 作品

### 歌曲
《中湘颂》，方先觉作词，万权作曲，2017年后成为衡阳网友纪念衡阳保卫战活动的保留节目。

### 回忆录
- 葛先才，《长沙.常德.衡阳血战亲历记》，团结出版社。
- 蒋鸿熙，《血泪忆衡阳》，江苏文艺出版社。

### 研究著作
- 张和平，《落日孤城》，湖南文艺出版社。
- 萧培，《血战衡阳四十七天》，武汉大学出版社。
- 衡阳市政协，《衡阳抗战铸名城》，2005年，中国文史出版社[115]。
- 衡阳市政协，《衡阳文史资料 第七辑》、《衡阳文史资料 第十四辑》

### 小说
- 《雁城諜影》，刘兆玄，2015年，流远出版社[116]。
- 《战衡阳》，却却，网易云阅读连载[117]。
- 《兵贩子》，林家品，2015年，广东人民出版社[118]。

### 纪录片
- 纪录片《一寸河山一寸血》，1995年首映，第35集为《惊天泣鬼保衡阳》。
- 纪录片《衡阳血战全记录》，2010年，凤凰网。
- 《东方全纪录》20140504期，穿越生死的47天。
- 纪录片《血火衡阳》，2016年首映，民革衡阳市委和衡阳我爱影视文化传媒联合制作[119]。

### 影视作品
- 电影《援军明日到达》，刘和平编剧，于和伟、杨洋、万茜主演，于2022年9月2日开机，原定于2024年6月28日上映[120]。
- 电视剧《战长沙》，霍建华、杨紫主演，结尾有衡阳保卫战情节[121]。
- 电视剧《搜索连》，吴秀波、于和伟、叶璇主演，以衡阳保卫战为故事背景[122]。

### 摄影作品
2015年6月起，衡阳日报摄影记者彭斌开始采用模型实地拍摄的方式，拍摄“衡阳保卫战”战场实地实景还原系列摄影作品，于7月6日正式完成。

### 日记
衡阳教育人士屈天壁1945年写下30多篇日记，记录了逃难的经历，战后衡阳的情景，自题为《井窥笔记本：在乡避难记》。

### 引用
1. ↑  吳相湘. . 臺北市: 綜合月刊社. 1974年2月: 1002.
2. 1 2  衡阳档案. . 衡阳市档案局. 2007-06-22  [2014-09-15]. （原始内容存档于2014-09-15）.
3. ↑  刘国武. . 衡阳师范学院学报(社会科学). 2004年, 25卷 (04期)  [2017-02-16]. （原始内容存档于2020-04-20）.
4. ↑  衡阳日报官方微信公众号《遥忆当年“小上海”，八旬老人口述衡阳变迁》，2014年8月27日，记者：刘思远。
5. 1 2  尹, 定文. . 《湖南工人报》. 2015年8月28日. （原始内容存档于2017年4月12日）.
6. ↑  毛, 健吾. . 大刚日报. 1943: 4.
7. ↑  葛, 先才. . . 团结出版社. 2007年: 67. ISBN 9787802142091.
8. ↑  蒋, 鸿熙. . . 江苏文艺出版社. 2005年: 17. ISBN 7539922451.
9. ↑  刘国武. . 衡阳师范学院学报. 2016年, (01期): 175  [2017-02-16]. （原始内容存档于2020-04-20）.
10. ↑  王, 靖. . 华声在线. 2009年7月3日. （原始内容存档于2020年4月4日）.
11. ↑  陈鸿飞. . 湖南日报. 2015年8月26日  [2022年2月19日]. （原始内容存档于2022年2月19日）.
12. ↑  衡阳市地方志编纂委员会, 衡阳市志. . 湖南人民出版社. 1998年: 2230页. ISBN 7543817551.
13. 1 2  毛, 健吾. . 大刚日报. 1943: 135.
14. 1 2  罗, 光. . 台湾学生书局. 1996. ISBN 9789571507699.
15. ↑  宋, 斐夫. . 湖南出版社. 1994年: 413. ISBN 9787543809147.
16. 1 2  . 腾讯短史记. 2015年8月27日. （原始内容存档于2020年4月20日）.
17. 1 2  . youtube.   [2017年2月16日]. （原始内容存档于2020年11月16日）. 本视频的8:07-8:33
18. ↑  . 團結報. 2019年1月17日  [2021年8月18日]. （原始内容存档于2021年8月18日）.
19. ↑  许, 剑虹. . 中时电子报. 2016年9月11日. （原始内容存档于2020年4月20日）.
20. ↑  张, 和平. . . 湖南文艺出版社. 2012年. ISBN 9787540453459.
21. 1 2 3 4 5 6 7  李, 岳平. . 中国文史出版社. 2005年: 58. ISBN 7503417110.
22. ↑  . youtube.   [2017年2月16日]. （原始内容存档于2020年11月16日）. 本视频的2:50
23. ↑  葛, 先才. . . 团结出版社. 2007年: 74-75. ISBN 9787802142091.
24. 1 2  李, 岳平. . 中国文史出版社. 2005年: 59. ISBN 7503417110.
25. 1 2  葛, 先才. . . 团结出版社. 2007年: 73. ISBN 9787802142091.
26. 1 2  方略口述 武云溥采写. . 文史参考. 2012年, (第1期)  [2022-02-13]. （原始内容存档于2022-02-13）.
27. ↑  宋, 斐夫. . 湖南出版社. 1994年: 415-416. ISBN 9787543809147.
28. 1 2 3 4  李岳平. . . 中国文史出版社. 2005年: 60. ISBN 7503417110.
29. ↑  李, 岳平. . . 中国文史出版社. 2005年: 60-61. ISBN 7503417110.
30. ↑  援軍指第62軍（已攻下衡陽車站西站）、第79軍（已推進至銅錢渡）、第63師（望城坳）
31. ↑  Joel A. Vilensky. . Indiana University Press. 2005-09-07: 106. ISBN 978-0-253-11152-4.（英文）
32. ↑  . 解放軍報. 中華人民共和國國防部. 2010-08-26  [2014-09-15]. （原始内容存档于2016-07-24）.
33. ↑  伊藤正徳 『帝国陸軍の最後 2 <決戦編>』 角川文庫、1973年、340,343頁。
34. ↑  「７　第６８師団」JACAR（アジア歴史資料センター）Ref.C13071193100、資料通報　第４４、４６号　中国派遣軍　３４Ｄ、６８Ｄ、１１６Ｄ、３Ｄ　昭和２５年９月（防衛省防衛研究所）
35. ↑  「６　第１１６師団」JACAR（アジア歴史資料センター）Ref.C13071193000、資料通報　第４４、４６号　中国派遣軍　３４Ｄ、６８Ｄ、１１６Ｄ、３Ｄ　昭和２５年９月（防衛省防衛研究所）
36. 1 2 3  唐元鹏. . 《文史天地》: 69-74.
37. 1 2
38. ↑  倪, 志刚. . 2011年12月26日. （原始内容存档于2017年2月20日）.
39. 1 2 3  南国早报. . 抗日战争纪念网. 2014年5月24日  [2017年2月18日]. （原始内容存档于2020年11月16日）.
40. ↑  王靖. . 衡阳晚报. 2014年7月9日  [2022年2月13日]. （原始内容存档于2022年2月13日）.
41. 1 2 3  葛, 先才. . . 团结出版社. 2007年: 131-133. ISBN 9787802142091.
42. ↑  喬家才. . 浩然集. 臺北: 中外圖書出版社. 1977年. OCLC 813590485.
43. ↑  王慧敏. . 中国衡阳新闻网. 2018年4月16日  [2022年2月13日]. （原始内容存档于2022年2月15日）.
44. ↑  万, 里. . 湖南人民出版社. 2006年: 333. ISBN 9787543842366.
45. 1 2  李, 春璞. . 长沙晚报. 2013年10月22日. （原始内容存档于2020-04-04）.
46. 1 2 3  李, 兰香. . 潇湘晨报. 2007年11月16日. （原始内容存档于2017年2月18日）.
47. 1 2  . 衡南县文化广电新闻出版局. 2015年10月16日. （原始内容存档于2017年2月16日）.
48. 1 2  彭, 双林. . 人民网. 2015年8月25日. （原始内容存档于2020年4月20日）.
49. 1 2  曹, 辉. . 湖南日报. 2015年8月6日. （原始内容存档于2020年11月16日）.
50. 1 2  黄, 平. . 重庆商报. 2013年10月29日. （原始内容存档于2017年2月27日）.
51. 1 2 3 4 5 6 7 8  李, 岳平. . . 中国文史出版社. 2005: 767-769. ISBN 7503417110.
52. ↑  卢, 幼莲. . 中国衡阳新闻网. 2015年8月12日. （原始内容存档于2020年11月16日）.
53. ↑  . 衡阳新闻网. 2015年9月29日. （原始内容存档于2020年4月20日）.
54. 1 2  李, 永民; 杨, 波. . 红网. 2015年9月2日. （原始内容存档于2020年4月20日）.
55. ↑  . 南方都市报. 2005年8月4日. （原始内容存档于2020-11-25）.
56. 1 2  政协衡阳市城南区文史资料研究委员会. . . 衡阳图书用品印刷厂. 1991年: 150-151.
57. ↑  李, 岳平. . . 中国文史出版社. 2005: 770-771. ISBN 7503417110.
58. ↑  李, 岳平. . . 中国文史出版社. 2005: 776. ISBN 7503417110.
59. ↑  琼, 瑶. . . 花城出版社. 1996年. ISBN 9787536022836.
60. ↑  袁立业. . 检察风云. 2018年, (7期)  [2020-02-17]. （原始内容存档于2020-11-16）.
61. ↑  琼, 瑶. . . 花城出版社. 1996年. ISBN 9787536022836.
62. ↑  万, 里. .  第八册. 湖南人民出版社. 2006年: 337. ISBN 9787543842366.
63. ↑  衡阳市图书馆. . 2013年3月21日  [2017年2月16日]. （原始内容存档于2020年4月4日）.
64. ↑  舍得智慧讲堂 第三季. . 爱奇艺. 2019年8月22日.
65. ↑  陈, 若茜. . 澎湃新闻. 2014年9月19日. （原始内容存档于2020年11月16日）.
66. ↑  8月10日，有方先觉降敌的消息陆续传来。《徐永昌日記》记载：“二厅报告，收敌广播，述方先觉率师长等举白旗投降经过。”
67. ↑  12月13日《大公报》发表《向方先觉军长欢呼！》内称：“方军长打了抗战以来最艰苦的硬仗，他最后也没失掉中华军人的节操，所以我们特别欢呼：‘我们的英雄回来了！我们的抗战精神回来了！’……语云‘知耻近乎勇’，军人最应知耻。顶天立地汉子一定要脸，方军长及第十军的将士们就是知耻有勇的标准军人。”12月20日，《救国日报》发表题为《方先觉不愧张睢阳》称：“夫张巡睢阳之守，不能救唐代之久乱……而方先觉军长衡阳之守，则功在民族，较之睢阳之守，其功尤大”。12月24日《徐永昌日記》记载：“蒋先生已任方先觉为三十九集团军副总司令兼第十军军长”。
68. 1 2  中華民國史檔案資料匯編，軍令部長衡會戰經過戰鬥要報，中國第二歷史檔案館編，第五輯，第二編，第152~158頁
69. 1 2  曾, 景忠. . 近代中国研究网. 2012年10月8日.[永久]
70. ↑  . 湖南省人民政府门户网站. 2014年9月2日. （原始内容存档于2017年2月16日）.
71. ↑  屈畅. . 北京青年报. 2023-01-09.
72. ↑  马, 金辉. . 潇湘晨报. 2013年6月4日. （原始内容存档于2020年11月16日）.
73. ↑  毛, 宁宁. . 雁峰区党政门户网. 2016年9月6日. （原始内容存档于2017年2月18日）.
74. ↑  曹, 涵翎. . 萧山日报. 2015年5月5日. （原始内容存档于2017年2月18日）.
75. ↑  . 湖南公共频道. （原始内容存档于2017-02-18）.
76. ↑  . 环球网. 2013年2月18日. （原始内容存档于2020年4月20日）.
77. ↑  甘丹. . 江淮时报. 2005年, (9月7日): 第013版.[永久]
78. ↑  互助抗日老兵论坛. . 抗日战争纪念网. 2013年9月9日  [2017年3月3日]. （原始内容存档于2020年11月16日）.
79. ↑  阳, 立波. . 安仁县电视台. 2014年. （原始内容存档于2020-11-16）.
80. ↑  王, 鹏. . 中国衡阳新闻网. 2015年7月14日. （原始内容存档于2020年11月16日）.
81. ↑  朱, 炎皇. . 长沙晚报. 2015年8月25日. （原始内容存档于2017年2月17日）.
82. ↑  张超. . 三湘都市报. 2015年5月16日. （原始内容存档于2020年11月16日）.
83. ↑  王, 鹏. . 中国衡阳新闻网. 2015年7月7日. （原始内容存档于2020年11月16日）.
84. ↑  唐海强. . 衡阳晚报. 2013年2月4日  [2013年2月4日]. （原始内容存档于2019年3月1日）.
85. ↑  张, 超. . 华声在线. 2016年12月9日. （原始内容存档于2020年11月16日）.
86. ↑  王, 宁. . 衡阳广电网. 2015年9月4日. （原始内容存档于2017年2月20日）.
87. ↑  . 澎湃新闻. 2019年7月2日.
88. ↑  罗文鹏. . 衡阳晚报. 2017年8月24日. （原始内容存档于2020年11月16日）.
89. ↑  周, 智颖. . 三湘都市报. 2006年2月24日. （原始内容存档于2020年4月20日）.
90. ↑  卢, 幼莲. . 红网(长沙). 2016年3月4日. （原始内容存档于2017年2月16日）.
91. ↑  何, 凯. . 衡阳广电网. 2014年12月9日. （原始内容存档于2017年2月18日）.
92. 1 2  . 湖南新闻联播. 2014年8月8日. （原始内容存档于2020年11月16日）.
93. ↑  抖音号：衡阳保卫战指挥部旧址数字沉浸式体验馆
94. ↑  周洪波 周翔宇 熊婷. . 央广网. 2024-01-04  [2024-01-17]. （原始内容存档于2024-01-17）.
95. ↑  . 衡阳统一战线网. 2016年3月17日  [2020年2月2日]. （原始内容存档于2020年11月16日）.
96. ↑  . 衡阳日报. 2021年4月17日  [2021年4月17日]. （原始内容存档于2021年4月20日）.
97. ↑  袁, 永存. . 红网. 2014年9月2日. （原始内容存档于2020-04-04）.
98. ↑  陈, 鸿飞. . 湖南日报. 2014年12月9日. （原始内容存档于2017-02-16）.
99. ↑  湖南省衡阳市文化广电新闻出版局官方微博. . 2015年12月27日  [2017年1月27日]. （原始内容存档于2020年4月4日）.
100. ↑  . 中国衡阳新闻网. 2010年4月2日. （原始内容存档于2017年2月16日）.
101. ↑  钟, 晴. . 衡阳网宣办官方微博. 2015年1月26日. （原始内容存档于2020年4月20日）.
102. ↑  羅吉倫. . 指傳媒 Fingermedia. 2019-02-19  [2019-03-30]. （原始内容存档于2020-11-16） （中文（臺灣））.
103. ↑  羅吉倫. . 指傳媒 Fingermedia. 2019-02-27  [2019-03-30]. （原始内容存档于2020-11-16） （中文（臺灣））.
104. ↑  孙, 焱. . 衡阳广电网. 2016年12月14日. （原始内容存档于2017年2月20日）.
105. ↑  . 湖南省人民政府门户网站. 2015年9月9日. （原始内容存档于2017年2月20日）.
106. ↑  朱, 章安. . 湖南日报. 2005年9月4日. （原始内容存档于2017年1月3日）.
107. ↑  . 红网(长沙). http://news.163.com/14/0903/16/A57U371200014SEH.html.
108. ↑  . 凤凰电视台. 2015年7月3日. （原始内容存档于2020年11月16日）.
109. ↑  廖, 奕. . 衡阳广电网. 2015年8月8日. （原始内容存档于2017年2月17日）.
110. ↑  赵, 晶. . 潇湘晨报. 2015年9月3日. （原始内容存档于2017年2月16日）.
111. ↑  周, 旭峰. . 中国衡阳新闻网. 2015年9月7日. （原始内容存档于2020年11月16日）.
112. ↑  周颖频 林雪尼. . 都市报道. 2019年3月31日. （原始内容存档于2020年11月16日）.
113. ↑  甘建华. . 文史拾遗.   [2020-01-29]. （原始内容存档于2020-11-16）.
114. ↑  周启 唐小健. . 衡阳文明网. 2019年8月19日. （原始内容存档于2020年4月20日）. 据了解，《中湘颂》是衡阳保卫战第十军军长方先觉将军亲自写的歌词。衡阳市第五届道德模范、中国好人李春生说，在前两年的网络春晚中得知衡阳新闻网改编了《中湘颂》的曲调，从而使其更加铿锵有力，演唱该曲也成了衡阳网友在每年纪念抗战活动中的保留节目。
115. ↑  朱, 章安. . 湖南日报. 2005年12月28日. （原始内容存档于2020-04-04）.
116. ↑  . 国家图书馆官网. 2016年4月26日. （原始内容存档于2020年4月20日）.
117. ↑  . 凤凰文化. 2016年8月17日. （原始内容存档于2020年4月20日）.
118. ↑  . 搜狐读书. 2015年7月9日. （原始内容存档于2017年2月18日）.
119. ↑  许, 瀚之; 张, 洪. . 衡阳广电网. 2016年9月2日. （原始内容存档于2017年2月16日）.
120. ↑  徐美琳. . 新京报. 2022-09-02.
121. ↑  . 齐鲁网. 2014年7月18日  [2017年3月1日]. （原始内容存档于2020年11月16日）.
122. ↑  丰, 峰. . 今日早报(杭州). 2015年1月31日. （原始内容存档于2020年4月20日）.
123. ↑  . 湖南日报. 2014年7月7日. （原始内容存档于2020年4月20日）.
124. ↑  陈鸿飞. . 湖南日报. 2015-08-30. （原始内容存档于2020-04-04）.